# Hidrocarbonetos aromáticos polialogenados
Hidrocarbonetos aromáticos polialogenados (PAH, do inglês polyhalogenated aromatic compound) são compostos químicos orgânicos aromáticos polialogenados. Em outras palavras, são compostos polialogenados que contém especificamente estruturas aromáticas.
Estes compostos são de particular interesse e importância porque halogênios geralmente são altamente reativos, assim como os anéis aromáticos, e também bio-acumulam-se em humanos, compreendendo um conjunto dos quais muitos são compostos de escala industrial, tóxicos e carcinógenos. Exemplos típicos são o pentaclorofenol, éteres de difenila polibromados (PBDEs) e, bifenilpoliclorados (PCBs), que contém a estrutura bifenilo,  dibenzodioxinas policloradas (conhecidas mais popularmente como dioxinas).
São estudados os efeitos destes compostos no metabolismo da porfirina, em alterações no metabolismo de vitamina A, preocupa-se com metodologias de detecção de exposição a tais compostos devido a sua capacidade de causar alterações citogenéticas, e a ação sobre hormônios da tireóide no desenvolvimento cerebral.